# Edward II
Edward II (zwany też Edwardem z Caernarvon, ur. 25 kwietnia 1284 w Caernarfon, zm. 21 września 1327 w Berkeley) – król Anglii od 1307 do abdykacji w 1327, czwarty syn Edwarda I i jego żony, Eleonory kastylijskiej, córki króla Kastylii Ferdynanda III Świętego. 7 lutego 1301 uzyskał tytuł księcia Walii, jako pierwszy angielski książę.

## Życiorys

### Następca tronu

Herb Edwarda jako księcia Walii

Edward urodził się na walijskim zamku Caernarfon, podczas wyprawy swojego ojca przeciw Walijczykom. Był pierwszym angielskim księciem, który otrzymał tytuł księcia Walii (Prince of Wales), który stał się później zwyczajowym tytułem następcy angielskiego (później brytyjskiego) tronu. Decyzja o przyznaniu Edwardowi tego tytułu została potwierdzona na parlamencie w Lincoln 7 lutego 1301.
Ojciec Edwarda, król Edward I Długonogi, Młot na Szkotów, był nieprzeciętną indywidualnością i zapalonym wojownikiem. Od początku starał się swoje pasje przelać na syna. Ten jednak nie znajdował upodobania w sprawach wojny, kontentując się bardziej powszednimi rzeczami. Lubił przebywać w towarzystwie zwykłych poddanych i uczyć się od nich umiejętności takich jak podkuwanie koni, układanie poszycia dachu z gałązek itp. Ogromny wpływ na królewicza miał Piers Gaveston, który w dzieciństwie został wybrany przez samego króla Edwarda I jako kompan do zabaw dla jego syna. Edward II, w przeciwieństwie do ojca, nie był żadną indywidualnością, ani też nie posiadał cech przywódczych. W dzieciństwie został zdominowany przez Długonogiego, toteż z tego okresu wyniósł głównie małe zaufanie do siebie i swoich umiejętności oraz potrzebę oparcia się na jakimś faworycie. To doprowadziło do jego klęski.
Wkrótce następca tronu odkrył swoją homoseksualność, co nie pozostało niezauważone przez jego otoczenie. Jeszcze za życia ojca Edward zakochał się w gaskońskim awanturniku Piersie Gavestonie. Edward I nakazał usunąć Gavestona z dworu, kiedy jego syn zapragnął nadać faworytowi jeden z tytułów zarezerwowanych dla rodziny królewskiej (Count of Ponthieu). Kiedy Edward Długonogi zmarł 7 lipca 1307 podczas wyprawy przeciw Szkotom, Edward II natychmiast kazał wezwać Gavestona, nadał mu tytuł Earla Kornwalii (tytuł zarezerwowany dla rodziny królewskiej), ożenił go ze swoją siostrzenicą, a sam zrezygnował z kontynuowania kampanii i również postanowił się ożenić, w tym celu pojechał do Francji, a na czas nieobecności regentem ustanowił Gavestona.

### Król Anglii
Edward II koronował się na króla Anglii w Westminsterze 25 lutego 1308. Podczas uroczystości szczególną rolę odgrywał Gaveston, który niósł koronę, trzymał ceremonialny miecz i przypinał władcy ostrogę. Miesiąc wcześniej Edward poślubił Izabelę Francuską. Młodej francuskiej księżniczce na początku pewnie spodobał się Edward, który odznaczał się przystojną twarzą i atletycznym ciałem. Wkrótce jednak ponownie dał o sobie znać afekt Edwarda do Piersa Gavestona, którego kazał wezwać zaraz po objęciu tronu.
Kiedy Edward wyruszył w podróż do północnej Francji, by poślubić Izabelę, pozostawił w kraju Gavestona, który miał zastępować króla jako regent. Gaveston otrzymał tytuł hrabiego Kornwalii i rękę siostrzenicy Edwarda, Margaret de Clare. Silna pozycja Gaskończyka w kraju i jego wpływ na króla były solą w oku angielskich baronów. W kwietniu 1308 parlament orzekł, że Gaveston powinien zostać wygnany z królestwa. Edward wysłał więc hrabiego do Irlandii w charakterze lorda namiestnika. Gaveston wkrótce wrócił i baronowie ponownie podjęli próbę jego usunięcia. Sprzyjało im niepowodzenie wyprawy Edwarda na Szkotów w latach 1310–1311. W 1311 parlament doprowadził do wygnania Gavestona z kraju. W 1312 Gaveston powrócił, co wykorzystali baronowie i, jako wyjętego spod prawa, pojmali i ścięli. Odpowiadał za to kuzyn królewski, Tomasz Plantagenet, 2. hrabia Lancaster.
Edwarda zdenerwowało postępowanie jego baronów i poprzysiągł im zemstę. Tymczasem baronowie po wyeliminowaniu Gavestona nie widzieli sensu dalszej walki. W lipcu 1312 Aymer de Walence, 2. hrabia Pembroke, doradził Edwardowi, aby ten rozpoczął wojnę z baronami. Ci, nie chcąc ryzykować swojego życia, we wrześniu przystąpili do rozmów z królem. W październiku hrabiowie Lancaster, Warwick, Arundel i Hereford błagali króla o łaskę.

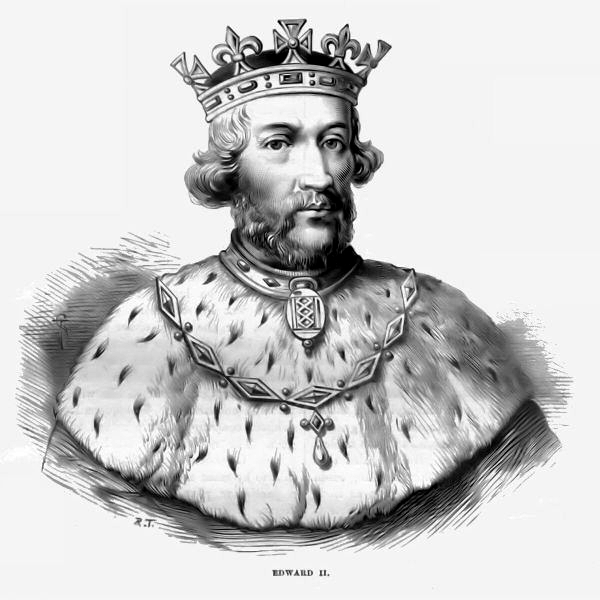
Edward II

Tymczasem najpilniejszą sprawą dla Anglii była wojna ze Szkocją. W 1307 Robert Bruce koronował się na króla Szkocji i korzystając z wewnętrznych niepokojów w Anglii, umocnił swoje panowanie. W 1314 szkockie wojska dowodzone przez królewskiego brata Edmunda obległy najpotężniejszy zamek na pograniczu – Stirling. Edward osobiście stanął na czele odsieczy. Do bitwy doszło 24 czerwca nad potokiem Bannockburn. Nieudolnie dowodzący Edward rzucił ciężkie rycerstwo do walki w grząskim terenie ze zwartymi i uzbrojonymi w długie włócznie formacjami szkockiej piechoty – schiltronami. Bitwa zakończyła się masakrą angielskiego rycerstwa i ucieczką Edwarda. Zamek w Stirling skapitulował niedługo później, zaś na pogranicze spadły niszczące najazdy Szkotów.

### Rządy Despenserów
W Anglii tymczasem klęska jeszcze bardziej niż dotychczas uzależniła Edwarda od feudałów, na których czele stał hrabia Lancaster, człowiek miernych zdolności, za to ambitny i chciwy. W 1318 jego nieudolność spowodowała utworzenie nowej ligi baronów, na czele której stanął Hugon Despenser, 1. hrabia Winchester. Jego syn, Hugon Despenser Młodszy, stał się nowym faworytem Edwarda i wkrótce otrzymał tytuł hrabiego Gloucester. Liga doprowadziła do tego, że Lancaster został pozbawiony urzędów i odsunięty od władzy.
Sytuacja w Anglii stawała się jednak coraz bardziej napięta. Konflikt wokół ziem na pograniczu walijskim, które Edward bezprawnie przyznał Despenserom, stał się w 1321 przyczyną nowej wojny. Na czele kolejnej ligi baronów stanęli hrabiowie Hereford i Lancaster. Przewaga rebeliantów zmusiła Edwarda do ustępstw. 14 sierpnia, w towarzystwie hrabiów Pembroke i Richmond, skazał obu Despenserów, ojca i syna, na wygnanie.
To zwycięstwo nic nie dało zbuntowanym baronom. Wielu z ich stronników przeszło po wygnaniu Despenserów na stronę króla Edwarda i namawiali go do wojny z baronami, licząc na łaski po powrocie Despenserów. W 1322 wojska stronników Edwarda pokonały buntowników. Wielu z nich zostało uwięzionych lub straconych. Lancastera ścięto w obecności króla. Despenserowie powrócili z wygnania. Na parlamencie zwołanym do Yorku w 1322 roku Edward zmusił parlament do przyjęcia statutu, który uniezależniał politykę króla od stanowiska parlamentu. Parlament został zdegradowany do roli ciała doradczego, które mogło w milczeniu wysłuchiwać propozycji królewskich.
Po ścięciu Lancastera głównym przeciwnikiem Despenserów stała się królowa Izabela. Despenserowie dążyli do odizolowania królowej, zapełniając jej dwór swoimi stronnikami. Królowa podjęła więc próbę ucieczki. Wykorzystała narastający między Anglią i Francją konflikt na tle odmowy złożenia hołdu z Gujenny przez Edwarda II. Latem 1324 armia francuska pod wodzą Karola de Valois zajęła angielskie eksklawy na kontynencie. Doradcy Edwarda przekonali go, że problem można rozwiązać, powierzając angielskie posiadłości we Francji następcy tronu, księciu Edwardowi, który złoży z nich hołd królowi Francji. W celu zawarcia pokoju wysłano do Francji królową Izabelę.
Izabela wyjechała do Francji w marcu 1325 roku. 31 maja podpisała traktat pokojowy. Edward II wysłał syna do Francji, aby złożył hołd królowi Karolowi IV. To okazało się błędem. Mając u boku najstarszego syna, Izabela ogłosiła, że nie wróci do Anglii, dopóki przebywają w niej Despenserowie. Królowa znalazła stronnika w osobie Rogera Mortimera, 8. barona Wigmore, buntownika z 1321, który na początku 1324 uciekł z Anglii do Francji. Izabela i Mortimer zostali wkrótce kochankami.

### Izabela i Mortimer
23 grudnia na dwór angielski przybyli lojalni wobec Edwarda dworzanie Izabeli, którzy poinformowali króla, że Izabela i Mortimer planują inwazję na Anglię. Edward rozpoczął przygotowania do obrony, ale rychło okazało się, jak niewielu ma stronników. Jego syn, książę Edward, odmówił opuszczenia matki. Brat króla, hrabia Kentu, był żonaty z kuzynką Mortimera. Inni baronowie również skłaniali się ku poparciu buntowników. Wielu z nich uciekło z Anglii i dołączyło do Izabeli i Mortimera w Paryżu.
We wrześniu 1326 roku Mortimer i Izabela, przy wsparciu hrabiego Hainaut Wilhelma I Dobrego, wylądowali w Anglii. Większość baronów opuściła Edwarda, który ze stale topniejącymi siłami cofał się na zachód. 1 października w towarzystwie Despenserów opuścił Londyn. Najpierw udał się do Gloucester, a potem do południowej Walii. 31 października Edward został porzucony przez dworzan, pozostając jedynie z młodszym Despenserem i niewielką liczbą rycerzy.
27 października starszy Despenser został oskarżony o uzurpację władzy, obrazę Kościoła i bezprawną egzekucję hrabiego Lancaster. Uznany winnym wszystkich stawianych mu zarzutów został stracony w Bristol Gallows. Henryk Plantagenet, 3. hrabia Lancaster, został wysłany do Walii, aby pojmał króla i młodszego Despensera. Nastąpiło to 16 listopada niedaleko Neath. Towarzyszący królowi żołnierze zostali uwolnieni, Despensera wysłano do Herefordu, gdzie przebywała królowa, a Edward został zabrany przez Lancastera do zamku Kenilworth.
Na stronników Edwarda spadły represje. Hrabia Arundel, osobisty przeciwnik Mortimera, został ścięty. Stracono również Despensera w brutalny sposób. Został powieszony jako złodziej, wykastrowany oraz utopiony i poćwiartowany jako zdrajca. Części jego ciała rozesłano po całej Anglii.

### Abdykacja
Uwięziony Edward wciąż był niewygodny dla Izabeli i Mortimera. Nie można było go zabić, gdyż wzbudziłoby to sprzeciw baronów i lordów duchownych. Chciano jednak pozbawić Edwarda władzy królewskiej, która przeszłaby na jego syna. Na razie zadecydowano o dożywotnim uwięzieniu Edwarda II.
W parlamencie rozpoczęto rychło debatę nad usunięciem króla z urzędu. Niektórzy deputowani chcieli przekazać Izabeli i Mortimerowi prawo do usunięcia Edwarda z tronu, inni chcieli, aby Edward zrzekł się korony na forum parlamentu. Ostatecznie więc parlament wyraził zgodę na detronizację króla. Jednak aby ta decyzja stała się prawem, konieczna była zgoda samego Edwarda.

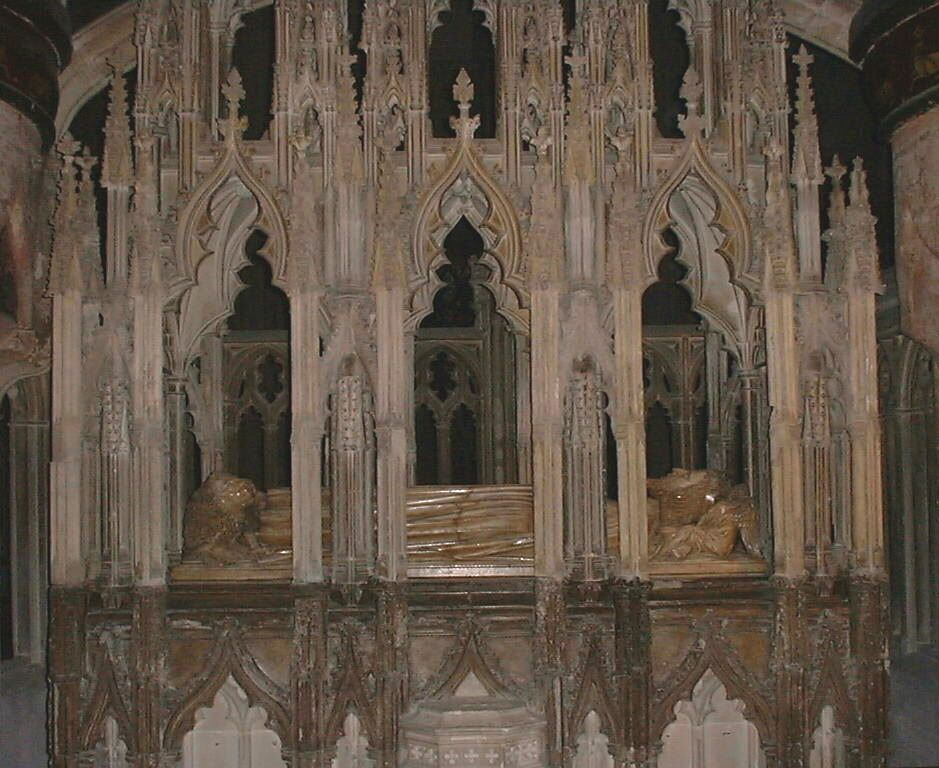
Grób Edwarda II w katedrze w Gloucester

20 stycznia 1327 roku przebywający w Kenilworth Edward poinformowany został o zarzutach, jakie przeciw niemu wnoszono. Były to: niekompetencja, pozwalanie innym na rządzenie w swoim imieniu w sprzeczności z prawami boskimi i ludzkimi, wykonywanie czynności nieprzystających monarsze, utrata Szkocji, Gaskonii i Irlandii na skutek złych rządów, gnębienie Kościoła i więzienie jego przedstawicieli, zezwalanie na karanie śmiercią baronów, na ich wydziedziczanie, więzienie i wygnanie, przebywanie w towarzystwie wrogów królestwa, pozostawianie królestwa bez rządu oraz utrata zaufania swojego ludu. Edward był zszokowany tymi zarzutami. Następnie zaoferowano mu wybór: abdykacja i przekazanie rządów młodemu Edwardowi lub pozostanie na tronie i przekazanie władzy w ręce Mortimera. Król zadecydował, że jeśli lud poprze jego syna, on abdykuje na jego rzecz. Wówczas sir William Trussel w imieniu panów królestwa zwolnił wszystkich ze zobowiązań wobec Edwarda II i tym samym zakończył jego panowanie.
Abdykacja Edwarda II została ogłoszona w Londynie 24 stycznia. 25 stycznia ogłoszono królem Edwarda III. Były monarcha Edward II pozostał w odosobnieniu.

### Śmierć
Edward był wciąż niewygodny dla władzy Izabeli i Mortimera. 3 kwietnia wywieziono go z Kenilworth i przez następne miesiące przewożono z zamku do zamku. Król musiał znosić liczne upokorzenia, m.in. ogolono go na łyso. Straż nad byłym monarchą powierzono zaufanym Mortimera. W końcu Edward został osadzony w zamku Berkeley w Gloucestershire. We wrześniu 1327 zapadła decyzja o jego egzekucji. Nie wiadomo, jak tego dokonano. Według większości źródeł zabito go, wsadzając mu w odbyt rozżarzone żelazo. Stało się to najprawdopodobniej 21 września 1327.
Wkrótce pojawiły się pogłoski, że Edward II wciąż żyje. Autorka biografii królowej Izabeli, Alison Weir, wysunęła hipotezę, że Edward uciekł z więzienia i przeżył resztę życia na wygnaniu. Biograf Edwarda III, Ian Mortimer, twierdzi, że istnieją dowody, że Edward II żył jeszcze co najmniej 11 lat po swojej „oficjalnej” śmierci.
Wkrótce po śmierci Edwarda zaczął szerzyć się po kraju jego kult. Jego prawnuk, król Ryszard II, starał się nawet o kanonizację przodka.

## Życie prywatne
25 stycznia 1308 roku poślubił w katedrze Westminsterskiej Izabelę, córkę króla Francji Filipa IV Pięknego i Joanny I, królowej Nawarry, córki Henryka I Grubego, króla Nawarry. Miał z nią dwóch synów i dwie córki: 
- Edward III (13 listopada 1312 – 21 czerwca 1377), król Anglii,
- Jan z Eltham (15 sierpnia 1316 – 13 września 1336), hrabia Kornwalii,
- Eleonora Woodstock (8 czerwca 1318 – 22 kwietnia 1355), żona Renalda II, hrabiego Geldrii,
- Joanna z Tower 5 lipca 1321 – 7 września 1362), żona Dawida II Bruce’a, króla Szkocji.

Miał ponadto jednego nieślubnego syna Adama FitzRoya, urodzonego w XIII wieku (wiadomo, że uczestniczył w wyprawie do Szkocji w 1312 roku), zmarłego po 18 września 1322 roku.

## Edward II w kulturze
Najsłynniejszym literackim nawiązaniem do czasów Edwarda II jest sztuka Christophera Marlowe’a Edward II, znana również w Polsce z przekładów Juliusza Kydryńskiego i Jerzego S. Sity. W 1991 sztukę przeniósł na duży ekran Derek Jarman, również pod tytułem Edward II. W postać króla wcielił się Steven Waddington.
Edward II jest również bohaterem wielu książek: Isabel the Fair Margaret Campbell, Harlot Queen Hildy Lewis, Isabella, the She-Wolf Maureen Peters, The Queen and Mortimer Brendy Honeyman, King’s Wake Eve Trevaskis, The Traitor's Wife: A Novel of the Reign of Edward II Susan Higgonbothan oraz serii książek P.C. Doherty’ego i Michaela Jecksa.
Postać Edwarda pojawia się również serii Królowie przeklęci Maurice’a Druona, dokładniej w piątym tomie tej serii: Wilczyca z Francji, aczkolwiek jest wspominany i w innych tomach. Jego postać pojawia się również w obu telewizyjnych adaptacjach serii. W wersji z 1972 w reżyserii Claude’a Brama w postać Edwarda wcielił się Michel Beaune. W wersji z 2005 w reżyserii Josée Dayana w postać Edwarda wcielił się Christopher Buchholz.
Edward II występuje również w filmie Mela Gibsona Waleczne serce z 1995. W postać Edwarda wcielił się Peter Hanly.